# Højskolen Østersøen
Højskolen Østersøen var en grundtvig-koldsk folkehøjskole i Aabenraa i perioden 1993-2020.
Efter forarbejde i 1991-92 grundlagde fabrikant Johannes Jensen sammen med en gruppe erhvervs- og kulturpersonligheder Højskolen Østersøen i 1993. I den første bestyrelse sad Johannes Jensen (formand), tidl. undervisningsdirektør Asger Baunsbak-Jensen, købmand Jørgen Nørgaard, fabrikant Ib Drasbæk, direktør Steen Danø, direktør Kaj Hoffmann, tidl direktør i undervisningsministeriet O.I. Mikkelsen samt kreditforeningsdirektør Kaj Halse. Skolens formål var at undervise talentfulde unge erhvervsfolk, så de kunne begå sig kvalificeret i det tyske sprogområde. Dette formål skulle ses i lyset af oprettelsen af Det indre marked og de stærkt forbedrede eksportmuligheder, dette gav for dansk erhvervsliv.
I de følgende år sad bl.a. tidligere amtsborgmester Kresten Philipsen, rektor Elsebeth Gerner Nielsen, generalkonsul Henrik Becker-Christensen, direktør Christian Birk-Sørensen, direktør Anne-Marie Mau Jensen, højskoleforstander Laurits Kjær Nielsen, professor Per Øhrgaard, viceamtsborgmester Jens Andresen og tidl. biskop Karsten Nissen i skolens bestyrelse. De fire sidstnævnte efterfulgte Johannes Jensen som bestyrelsesformand i nævnte rækkefølge. Endvidere var skolens elevforening repræsenteret i bestyrelsen.
Til formålet købte Johannes Jensen af Aage V. Jensens Fonde Hotel Hvide Hus i Aabenraa i foråret 1992. Hotellet kunne efter en mindre ombygning tages i brug som højskole.
Samtidig blev højskolelærer Knud-Erik Therkelsen, Rønshoved Højskole og hans ægtefælle, sygeplejerske Birthe Rønne Therkelsen ansat som skolens første forstanderpar. De forberedte skoleplan, markedsføring, ansættelse af lærere m.v. i løbet af foråret 1993 så skolen kunne byde de første 52 elever velkommen i august 1993.
Knud-Erik Therkelsen anså på baggrund af den usædvanlige formålsparagraf og de gode økonomiske rammer det som en opgave og forpligtelse at forsøge at udvikle nye ideer og veje til inspiration for skoleformen. Lærerkredsen bestod af en blanding af dansk- og tyskfødte lærere, bl.a. med rod i frie kostskoler i Danmark og i de såkaldte Heimvolkshochschule i Tyskland. Johannes Jensen finansierede købet af en forstanderbolig umiddelbart bag skolen samt opførelsen af fire nye lærerboliger, så stort set alle lærere kunne bo på skolen.
Højskolen Østersøen havde de første tre år stor søgning, bl.a. fordi veluddannede unge havde svært ved at finde ind på arbejdsmarkedet på grund af manglende tyskkundskaber. Da mange af disse unge kunne opretholde dagpenge under et højskoleophold, var der indlysende fordele ved at tage et langt kursus (min. 13 uger) på Højskolen Østersøen og erhverve et godt kendskab til tysk sprog og kultur kombineret med et almendannende og livsoplysende højskoleophold. Halvdelen af den ugentlige undervisning på ca. 28 timer blev brugt til intensiv undervisning i tysk sprog og kultur (Landeskunde), mens den anden halvdel bestod af traditionelle højskolefag som historie, fællessang, international politik, korsang m.v. Hele skolens scenografi var præget af hjemlighed og identisk med en traditionel grundtvigsk folkehøjskole med morgensamling, fælles spisning, ekskursioner og et tæt forhold til lokalsamfundet, som f.eks. i samarbejdet med Skt. Jørgens Kirkes Højskoleforening og etablering af Sønderjysk Folkekor under ledelse af højskolelærer Karen Hanne Munk. På den anden side afveg skolen fra de fleste andre højskoler ved at have fuldt fokus på kulturmøde og sprog og udvikling af en særlig pædagogik og didaktik, som imødekom denne målsætning. F.eks. udviklede højskolelærer Elly Andersen i samarbejde med skolens øvrige lærere undervisningsmateriale til såkaldt tandemundervisning, hvor en dansksproget og en tysksproget kursist er fælles om at lære af hinanden.
Det oprindelige fokus på undervisning i tysk sprog og kultur for danske elever blev i 1996 udvidet til også at omfatte danskundervisning for tyske elever. Dette skete på baggrund af en ændring i dagpengeloven, som fjernede muligheden for at opretholde dagpenge under højskoleophold, hvilket førte til en elevnedgang på 75%. Løsningen blev at supplere tyskundervisningen for danske elever med et parallelt forløb for tyskere, som ønskede at lære dansk og i øvrigt at få netværk til jævnaldrende danskere. Skolen udviklede sig til en to-sproget højskole på de lange kurser, hvor der alene blev talt dansk og tysk, mens andre sprog som f.eks. engelsk ikke havde meget mening.
Erkendelsen af at globaliseringen havde to spor, gav højskolen helt nye muligheder, som afstedkom en lang række i højskolesammenhæng usædvanlige projekter og samarbejdsmuligheder:
- Samarbejde med Danmarks Aktive Handelsrejsende (DAH).
- Samarbejde med Erhvervsfremmestyrelsen om rekruttering og forberedelse af unge guider til EXPO2000 i Hannover
- Samarbejde med Sønderjyllands Amt og den tyske lægeforening Marburger Bund om rekruttering og undervisning af tyske læger til det danske sundhedsvæsen. Jürgen Klassen.
- Samarbejde med Arbejdsformidlingen og sønderjyske kommuner om højskoleophold for ledige i regionen.
- Projekt "Den moderne Naver" i samarbejde med tømreruddannelsen på tekniske skoler i Danmark.
- Projekt "Skibums" i samarbejde med østrigske hoteller om rekruttering til sæsonarbejde i den østrigske skibranche.
- Samarbejde med Region Syddanmark om danskundervisning til tysksprogede ambulanceførere
- Endvidere udviklede Højskolen Østersøen to bemærkelsesværdige projekter i en større europæisk sammenhæng.

I sommerperioden og mellem de lange kurser gennemførte skolen en bred vifte af korte sprogkurser med både danske og tyske kursister samt mere almene kurser med fokus på især Sønderjylland, opera og kunst for især ældre samt rejsekurser. De korte sprogkurser blev især søgt af tysklærere og medarbejdere i turistbranchen i Danmark samtidig med at tyskere med interesse for dansk sprog og kultur deltog, heraf mange under en række delstaters lovgivning om Bildungsurlaub, som skolens korte sprogkurser blev godkendt under.
Højskolens navn Østersøen var inspireret af det stærke fokus på Østersøregionen, som især Slesvig-Holstens ministerpræsident Bjørn Engholm formulerede efter murens fald. Denne vision og skolens navn førte allerede i 1993 til et samarbejde med Andreas Aabling Petersen og til kontakt og tæt samarbejde med engagerede bønder i Sønderjylland og med Gråsten Landbrugsskole om rekruttering og arbejds- og uddannelsesophold for unge letter fra Jekabpils-regionen i det østlige Letland (højskoleophold på Højskolen Østersøen, arbejde og afsluttende landbrugsuddannelse på Gråsten Landbrugsskole). Dette samarbejde blev især båret af højskolelærer Frede Mortensen og gav flere end 100 unge letter mulighed for et et-årigt uddannelses- og arbejdsophold i Sønderjylland, betalt af letterne selv via den indtægt, de lettiske landbrugsmedhjælpere tjente på gårdene. For at stimulere interessen blandt skolens øvrige elever arrangerede skolen på en række elevhold en tre-dages rejse til Jekabpils-regionen, så eleverne ved selvsyn kunne erfare de forhold, de lettiske elever var vokset op under.
Højskolen fraveg princippet om, at der kun taltes dansk og tysk på skolen i forbindelse med de internationale mindretalskurser, som Højskolen Østersøen gennemførte i sommerperioden i årene 1997-2006 med højskolelærerne John Petersen (John Mehmeti-Petersen), Elly Andersen og senere Jesper Nielsen som projektledere. På disse kurser var fællessproget engelsk og deltagerne var politisk engagerede unge fra især de mange nationale mindretal i Europa. Kurserne var inspireret af afdøde generalkonsul Lorenz Rerup (1928-1996) i Flensborg, som i 1992 havde udtalt: "Det er en forpligtelse for en sønderjysk højskole at invitere europæisk mindretalsungdom til grænselandet med henblik på at kultivere deres nationalisme". Denne forpligtelse tog Højskolen Østersøen op og gennemførte første gang i sommeren 1997 et fire-ugers kursus for 61 unge fra 19 europæiske lande ca. 30 forskellige sprogområder.
Kurserne havde alle til formål at styrke ideen om at være forskellige, og dog fælles, hvilket blev underbygget af, at alle nationaliteter på kurset skulle være i mindretal. Da højskoleloven forudsætter, at et flertal af kursisterne på et godkendt højskolekursus skal være danske statsborgere, måtte kurserne gennemføres uden for højskoleloven og finansieres af forskellige fonds- og EU-midler m.m. Dog lykkedes det at opnå dispensation fra højskoleloven i forbindelse med to af kurserne.
Dispensationsmuligheden gjorde det muligt at finansiere projektet Youth2002. Youth2002, som blev gennemført af Højskolen Østersøen i samarbejde med Folkehøjskolernes Forening i Danmark (FFD), Association for Community Colleges (ACC), IUC-Europe, Nyt Europa, Dansk Ungdoms Fællesråd (DUF) og 12 øvrige højskoler, samlede 1000 unge fra hele Europa på et to-ugers forløb på 13 højskoler i Danmark. Her udviklede de sammen et forslag til en europæisk forfatning. Forfatningsforslaget blev afslutningsvis præsenteret for Europa-Parlamentet og formanden for Det Europæiske Råd, som på det tidspunkt var statsminister Anders Fogh Rasmussen. Youth2002 var inspireret af Højskolen Østersøens mindretalskurser.
Det sidste mindretalskursus på Højskolen Østersøen blev gennemført i sommeren 2005 i samarbejde med Grænseforeningen og med deltagelse af ca. 180 mindretalsunge fra hele Europa under overskriften "Cultures in Dialogue". Kurset blev gennemført i anledning af 50-året for København-Bonn-erklæringerne og gav de unge deltagere til opgave at formulere en fælles resolution om deres ønsker til en fremtidig europæisk mindretalspolitik. Den praktiske gennemførelse af kurset stod Højskolen Østersøen, Jaruplund Højskole i Sydslesvig og det tyske mindretals efterskole i Tinglev for.
I 2011 modtog Højskolen Østersøen EU's sprogpris. I begrundelsen lød det bl.a., at Højskole PLUS-konceptet i høj grad var gennemtænkt og en innovativ måde at lære sprog på.
I februar 2012 udvidedes den internationale profil gennem 4-måneders højskoleophold med særligt fokus på gensidig kulturforståelse og øget kendskab til nabosprog.
I vanskelige tider for højskoledrift har det været nødvendigt at satse en del på korte kurser helt ned til én uges varighed med et indhold af kultur (musik, sang, koncerter, litteratur, teater, opera, kunst, historie, natur, etik og kulturelle rejsekurser). De korte kurser søges overvejende af pensionister og er med til at holde højskolen kørende. Kurserne annonceres på skolens hjemmeside, gennem Højskoleforeningen og Kristeligt Dagblad.

I 2019 med Morten Erbs som ny forstander blev fokus flyttet til bæredygtighed, økologi og begreber som »vild mad« baseret på vilde planter (vegetarkost).
Skolens bestyrelsesformand, Jens Andresen, der også var Grænseforeningens landsformand, trådte tilbage i forbindelse med skolens omstrukturering i 2019 og blev efterfulgt af Karsten Nissen som bestyrelsesformand.
Den 13. januar 2020 meddeltes det, at højskolen gik i betalingsstandsning. Efter højskolens lukning er der atter hotel i bygningerne.

## Forstandere
- 1993-2003 Knud-Erik Therkelsen [12]
- 2004 jan.-april Karl Christian Gubi Schmidt
- 2004 maj-aug. Elly Andersen konstitueret [13]
- 2004-2016 Peter Buhrmann, ph.d.[14][15]
- 2016-2018 Annemarie Morris[16][17]
- 2018 maj-okt. Hanne Fischer[18]
- 2018 nov.-dec. Karim Pedersen konstitueret[19]
- 2019-2020 Morten Erbs[20]